# 城島光力
城島 光力（じょうじま こうりき、本名：城島 正光〈じょうじま まさみつ〉、1947年〈昭和22年〉1月1日 - ）は、日本の政治家。
衆議院議員（4期）、財務大臣（第16代）、民主党幹事長代理、民主党国会対策委員長（第18代）、民主党神奈川県連代表を歴任した。

## 来歴
福岡県柳川市生まれ。ラ・サール高等学校、東京大学農学部畜産獣医学科卒業。1970年、味の素に入社し、同社の中央研究所に勤務する。また味の素労働組合で委員長に就任し、食品産業労働組合協議会議長（現・日本食品関連産業労働組合総連合会）も務める。。また社会経済生産性本部や現代総合研究集団でそれぞれ評議員を務め、小沢一郎を講師に招いて勉強会を開催する等、小沢が提唱していた政治改革に共感する姿勢を示していた。
1996年、第41回衆議院議員総選挙に小沢一郎が党首を務める新進党から出馬し、比例東京ブロックで初当選を果たした。1997年、新進党解党に伴い、民間労働組合が中心の全日本労働総同盟が長年支援してきた旧民社党系議員を中心に結成された新党友愛に参加。1998年、新党友愛は民主党に合流する。民主党では労組時代からの繋がりで民社協会に所属した。
2000年の第42回衆議院議員総選挙には民主党公認で東京13区から出馬。選挙区では自由民主党の鴨下一郎に敗れ落選したものの、比例東京ブロックで復活し再選。2003年の第43回衆議院議員総選挙では鴨下を破り、初めて東京13区で当選した（鴨下も比例復活）。2005年の第44回衆議院議員総選挙では鴨下に敗れ、比例復活も叶わず落選した。なお、ここまでの政治活動ではすべて「城島正光」「城島まさみつ」名義で行っていたが、2005年の落選を機に氏名を「城島正光」から「城島光力」に改めて政治活動を行っている。
2009年の第45回衆議院議員総選挙では神奈川10区に国替えし、自民党の田中和徳を4万票近い差で破り、国政に復帰した（田中も比例復活）。
2010年6月、菅直人執行部で党政策調査会長代理に就任（政策調査会長は玄葉光一郎）。翌2011年9月に発足した野田内閣では入閣も有力視されていたが、輿石東幹事長の下で幹事長代理に起用された。2012年1月、平野博文国会対策委員長の文部科学大臣就任に伴い、後任の民主党国会対策委員長に就任した。
同年9月、国対委員長を退任（後任は山井和則）。2012年10月1日に発足した野田第3次改造内閣で財務大臣に任命され、初入閣した。

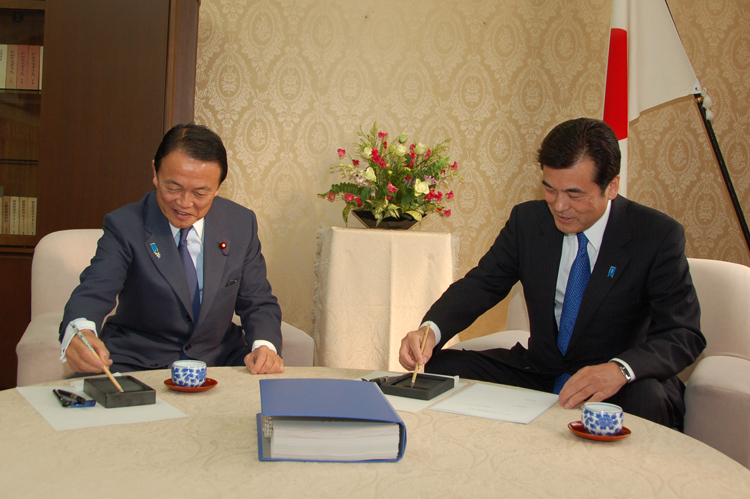
2012年12月27日、財務大臣の麻生太郎に事務引継ぎを行う

同年12月16日の第46回衆議院議員総選挙では現職の財務大臣として神奈川10区から出馬したが、田中に前回とは逆に4万票以上の差をつけられ小選挙区で落選し比例復活もならずに議席を失った。12月26日、内閣総辞職により、財務大臣を退任。
2014年12月14日の第47回衆議院議員総選挙においても神奈川10区から出馬したが、田中に前回以上の得票差をつけられ、比例復活もならず落選。
2015年7月、次期総選挙には出馬せず、政治活動に区切りをつける意向を表明する。
2018年、秋の叙勲で旭日重光章を受章。
2025年4月、立憲民主党の推薦で中央選挙管理会委員に就任（任期は2028年まで）。同年6月、立憲民主党の外交推進本部の特別顧問に就任。

## 政策・主張

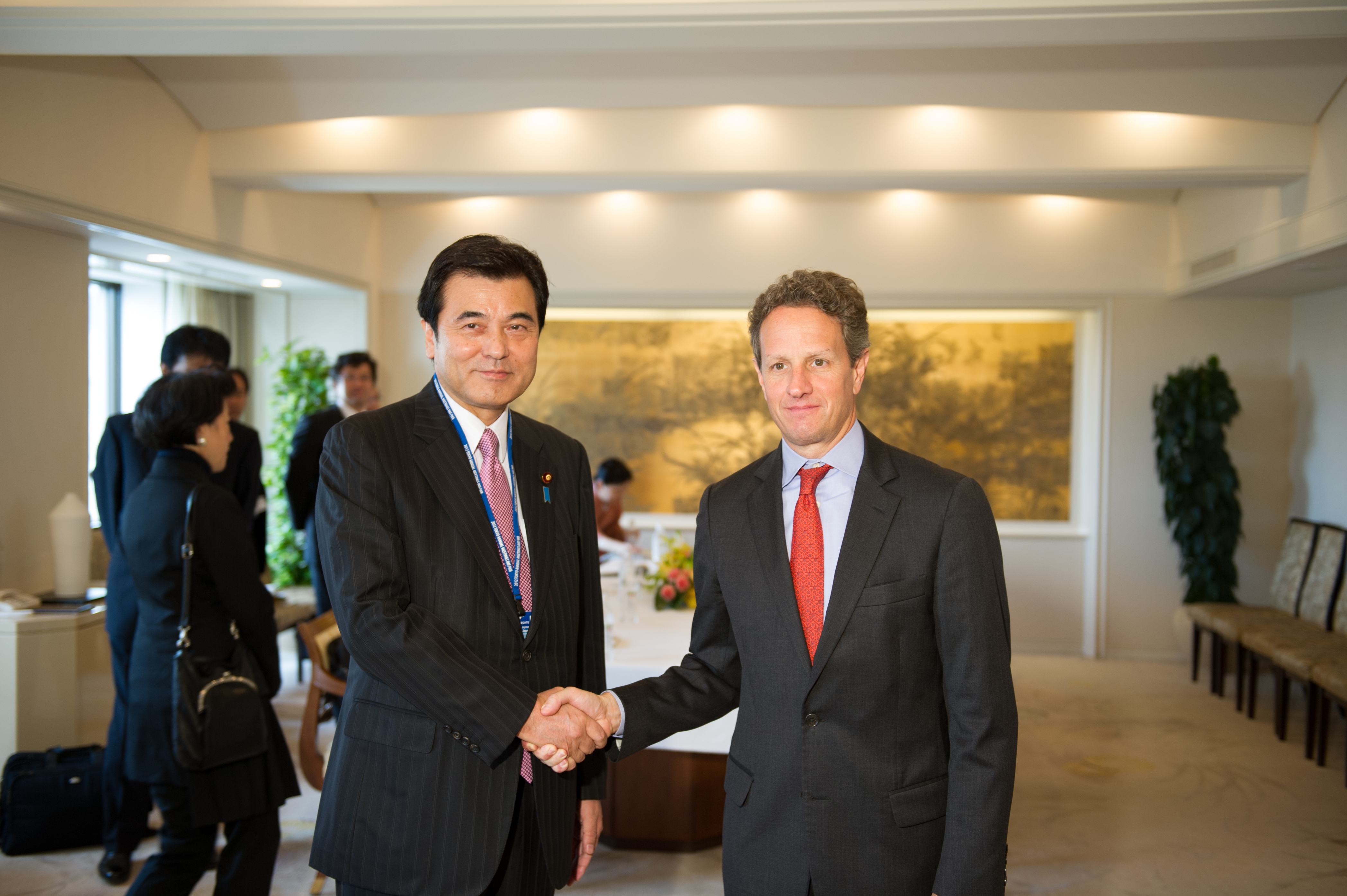
2012年10月11日、米国財務長官のティモシー・フランツ・ガイトナーと

### 通商・経済
環太平洋戦略的経済連携協定
環太平洋戦略的経済連携協定（TPP）への日本の参加について、肯定的な立場をとる。農林水産省の職員らが環太平洋戦略的経済連携協定による農業への悪影響を具体的に主張したところ、「そんな暇があったら農業の競争力強化策を考えろ」と反論した。

### 社会保障・労働
労働者派遣法
労働者派遣法改正には当時の民主党・次の内閣：雇用担当大臣として反対をした。労働者派遣法改正については、オリックスの宮内義彦、および、ザ・アールの奥谷禮子と強硬に対決。人材派遣業の規制緩和路線や、奥谷の「格差論は甘えです」、「（過労死は）自己管理の問題」、「（派遣切り被害者は）貯蓄をせずに自己防衛がなっていない」などの発言に代表される思想に強く反発している。ことの顛末は、サンデー毎日で「民主党議員を激怒させた高圧的文言」という題名にて報道された。宮内から城島への抗議文（上記の「高圧的文書」）については、城島が質問主意書を提出。
選択的夫婦別姓
選択的夫婦別姓制度導入について、「どちらとも言えない」としている。
受動喫煙問題
健康増進法を努力規定ではなく義務規定として、受動喫煙防止を徹底することに反対。

### 国会審議
鈴木宗男事件
2002年には鈴木宗男事件において自民党の予算委員として証人喚問における「島田建設からの金銭供与は政治資金規正法に基づいている」「モザンビーク共和国洪水災害への国際緊急援助隊の派遣に反対や異議を述べることはあり得ない」「島田建設株式会社側による秘書給与の肩代わりの事実関係を承知していない」との鈴木宗男の証言を偽証として議院証言法違反での告発に賛成している。

## 政治献金
- 産経新聞によると、城島は2007年11月に政治団体「市民の党」（東京、酒井剛代表）へ100万円を本名（城島正光）名義で個人献金していた。当時は2005年の衆院選で落選していたため献金者の職業欄は無職となっており、住所欄は城島の川崎市の事務所の住所を使っていた[14]。

## 所属団体
- 民主党たばこ産業政策議員連盟（事務局長）[15]
- 民主党獣医師問題議員連盟会長[16]